# Simone Deromedis
Simone Deromedis (Trento, 2 de abril de 2000) es un deportista italiano que compite en esquí acrobático, especialista en la prueba de campo a través.
Ganó una medalla de oro en el Campeonato Mundial de Esquí Acrobático de 2023, en la prueba individual. Participó en los Juegos Olímpicos de Pekín 2022, ocupando el quinto lugar en la misma prueba.

## Medallero internacional
| Campeonato Mundial | Campeonato Mundial  | Campeonato Mundial | Campeonato Mundial |
| Año                | Lugar               | Medalla            | Prueba             |
| ------------------ | ------------------- | ------------------ | ------------------ |
| 2023               | Bakuriani (Georgia) | Medalla de oro     | Campo a través     |